# Forma fonètica
La forma fonètica és cadascun dels segments pronunciables de la tira fònica susceptible de formar un morfema, és a dir, d'associar-se amb un significat gramatical o lèxic dins d'una paraula. La forma fonètica pot estar formada per un sol so, com la vocal a-, que forma un prefix negatiu en moltes llengües indoeuropees, o bé per un conjunt de sons, que coincideixen o no amb una síl·laba. El terme prové del generativisme i representa el pas en què s'associen en la ment significant i significat, abans de l'emissió efectiva del missatge i dins de l'estructura profunda.